# ادریان ریجاتین
ادریان ریجاتین (عربی: ادريان ريجاتين؛ زادهٔ ۲۲ اوت ۱۹۹۱) بازیکن فوتبال اهل مراکش است.
از باشگاه‌هایی که در آن بازی کرده‌است می‌توان به باشگاه فوتبال تولوز اشاره کرد.
وی همچنین در تیم ملی فوتبال مراکش بازی کرده‌است.